# Shang Rong
Shang Rong (尚蓉S, Shàng RóngP; Shandong, 12 febbraio 2000) è una ginnasta cinese.

## Biografia
Debutta nella categoria senior nella stagione 2015, pur non prendendo parte alla maggior parte delle competizioni internazionali. Non viene selezionata per la delegazione cinese ai mondiali 2015.
La stagione successiva prende parte alla sua prima coppa del mondo, con un ventiquattresimo posto nella gara all-around alla tappa di Espoo. Il 21 e 22 aprile ha la meglio sulla connazionale Liu Jiahui per un posto nel concorso individuale ai Giochi olimpici di Rio de Janeiro 2016. Nel mese di maggio, ai campionati asiatici, finisce quinta con uno score di 68.000 punti nella gara all-around. A luglio compete nella tappa di Kazan, dove ottiene un trentatreesimo posto nell'all-around.